# Línea 514c (Santiago de Chile)
La Línea 514c de Transantiago une el 
Metro Salvador con San Luis de Macul de Peñalolén, recorriendo toda la Avenida Salvador, tales como la Avenida Libertador Bernardo O'Higgins y la Avenida Tobalaba. Es la variante del 514 regular.
La 514c es uno de los recorridos principales del sector de Providencia, así como también de acceso a la Avenida Providencia y el centro cívico de la comuna de Peñalolén.
Forma parte de la Unidad 5 del Transantiago, operada por Metbus, correspondiéndole el color turquesa a sus buses.

## Flota
El servicio 514c es operado principalmente con máquinas de 12 metros, con chasís Mercedes Benz O500U carrozadas por Caio Induscar (Mondego H), los cuales tienen capacidad de 90 personas.

## Historia
La línea 514c nace el 1 de julio de 2012 como una alternativa de viaje para quienes se dirigen a Ñuñoa y Peñalolén, su recorrido es muy similar al 515n, nada más que este empieza su recorrido en Merced con Miraflores y es de horario nocturno.

## Trazado

### 514c Metro Salvador - San Luis de Macul
| - Comuna de Providencia - Av. Providencia - Av. Salvador - Comuna de Ñuñoa - Av. Salvador - Av. Irarrazaval - Ramón Cruz Montt - Comuna de Peñalolén - Ramón Cruz Montt - Av. Quilin - San Vicente de Paul - Doctor Amador Neghme Rodríguez - Caletera Vespucio - Av. Departamental - Caletera Vespucio - Av. San Luis de Macul - Av. Tobalaba - Av. Departamental | - Comuna de Peñalolén - Av. Departamental - Av. San Luis de Macul - Caletera Vespucio - Doctor Amador Neghme Rodríguez - San Vicente de Paul - Av. Quilin - Ramón Cruz Montt - Comuna de Ñuñoa - Ramón Cruz Montt - Av. Irarrázaval - Av. Salvador - Comuna de Providencia - Av. Salvador |

## Puntos de Interés
- Metro Salvador
- Hospital del Salvador
- Metro Ñuñoa
- Parque Ramón Cruz
- Metro Las Torres
- Metro Macul
- Municipalidad de Peñalolén

- Datos: Q17620922